# Schalleria sexcornuta
Schalleria sexcornuta är en kvalsterart som beskrevs av Balogh 1962. Schalleria sexcornuta ingår i släktet Schalleria och familjen Microzetidae. Inga underarter finns listade i Catalogue of Life.